# Recep İvedik 7
Recep İvedik 7 ist ein türkischer Spielfilm des Regisseurs Togan Gökbakar, welcher im Jahr 2022 via Disney+ erschien. Die Produktion stellt den siebten Teil der Recep-İvedik-Reihe dar, die 2008 begann.

## Handlung
Als sich die Lebensbedingungen aufgrund der hohen Lebenshaltungskosten in der Stadt verschlechtern, beschließt Recep im Dorfshaus seiner Oma zu leben. Als er im Dorf ankommt, erfährt er, dass ein Projekt geplant ist, das die Dorfshäusern und die umliegenden Wälder schädigen wird. Zusammen mit seinem Freund Nurullah und seiner Nachbarin Büşra beginnt er daran zu arbeiten, das Projekt zu verhindern.

## Produktion
Regie führte Togan Gökbakar, der ebenfalls das Drehbuch dazu schrieb. Die Produzenten waren Togan Gökbakar und Şahan Gökbakar. Die Musik komponierte Jingle Jungle. Für den Schnitt verantwortlich war Ersin Keser.